# Abdoulaye Sarr
Abdoulaye Sarr (ur. 31 października 1951) – senegalski piłkarz grający na pozycji ofensywnego pomocnika, a po zakończeniu kariery trener.

## Kariera piłkarska
W swojej karierze piłkarskiej Sarr grał we dwóch drużynach: Stade Mbour i SEIB Diourbel.

## Kariera trenerska
Po zakończeniu kariery Sarr został trenerem. Przez 6 lat prowadził Stade Mbour. W latach 1995–2005 był asystentem selekcjonerów reprezentacji Senegalu: Petera Schnittgera, Bruno Metsu i Guya Stéphana. W 2005 roku samodzielnie objął kadrę narodową i poprowadził ją w Pucharze Narodów Afryki 2006. 13 maja 2006 odszedł ze stanowiska i ponownie został trenerem w Stade Mbour.